# Jerome Namias

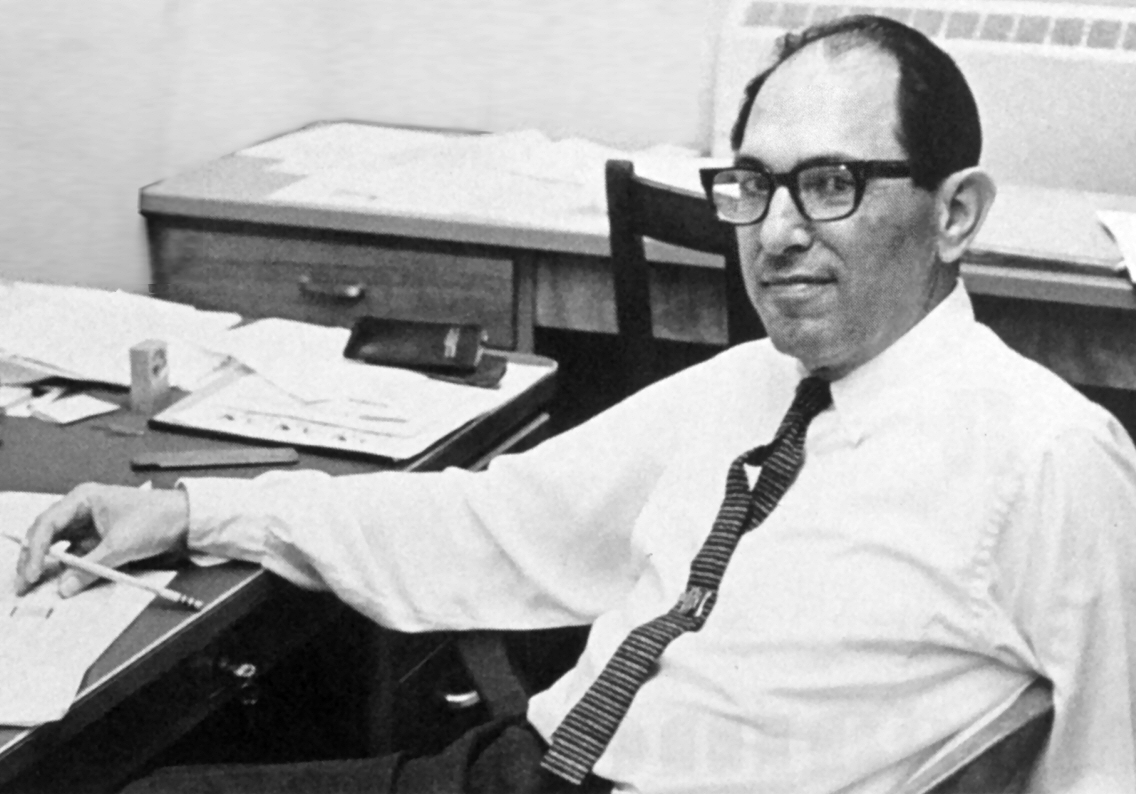
Jerome Namias

Jerome Namias (* 19. März 1910 in Bridgeport, Connecticut; † 10. Februar 1997 in San Diego) war ein US-amerikanischer Meteorologe, der u. a. El Niño genauer untersuchte.

## Leben
Namias wuchs in Fall River, Massachusetts, auf. Er studierte an der University of Michigan und trat 1936 als Forschungsassistent in das Massachusetts Institute of Technology (MIT) ein. In den 1930er Jahren studierte er das Phänomen des Dust Bowl. 1941 erwarb er den Mastergrad am Institut für Luft- und Raumfahrt.
Von 1941 bis 1971 war er Direktor der Abteilung für Langfristprognosen des National Weather Service der USA. In den 1940er Jahren entwickelte er die 5-Tages-Vorhersage weiter, in den 1960er Jahren Monats- und Jahreszeitprognosen. Außerdem war er im Zweiten Weltkrieg für die Wettervorhersage der Alliierten in Nordafrika verantwortlich.
Namias half mit das System der Flugwettervorhersage zu entwickeln und untersuchte die Wechselwirkung zwischen Ozeanen und Atmosphäre. Er war auch an der Erforschung von El Niño im Pazifik und seiner Bedeutung für das Weltklima beteiligt.
Im Jahr 1971 trat er in die Scripps Institution ein und etablierte das erste experimentelle Klimastudienzentrum.
Seine Vorhersage warmen Wetters während des arabischen Ölembargos 1973 erwies sich als sehr wertvoll.
Namias erwarb verschiedene Auszeichnungen, so die Aufnahme in die National Academy of Sciences und die American Academy of Arts and Sciences. Er gewann die Goldmedaille des Department of Commerce for distinguished achievement. In seinem Leben veröffentlichte er über 200 Papers und arbeitete bis 1989 in der Meteorologie. 1997 starb er an einer Lungenentzündung.